# Neustädter Kirchhof 10 (Quedlinburg)

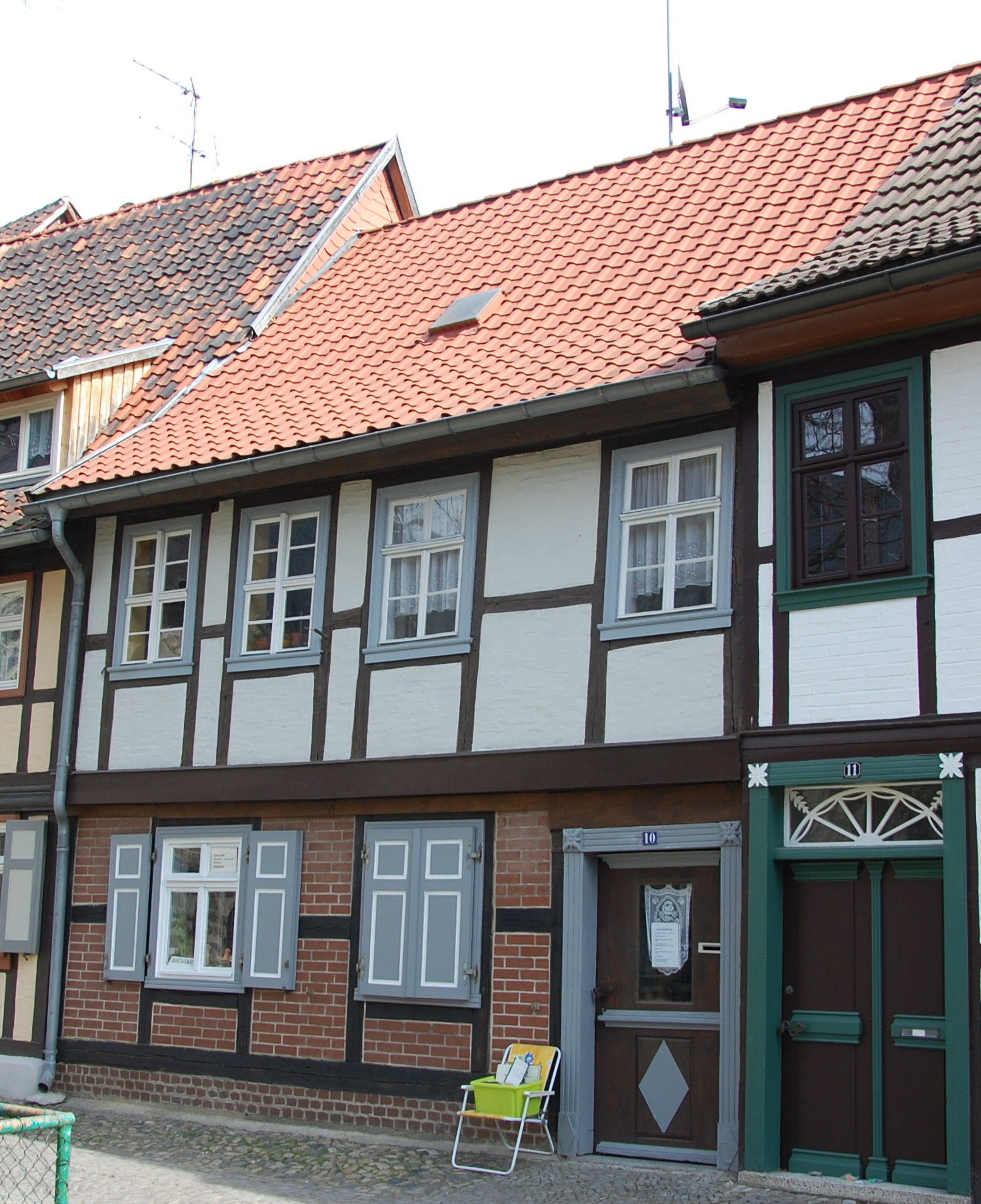
Haus Neustädter Kirchhof 10

Das Haus Neustädter Kirchhof 10 ist ein denkmalgeschütztes Gebäude in der Stadt Quedlinburg in Sachsen-Anhalt.

## Lage
Es befindet sich in der historischen Quedlinburger Neustadt auf der Ostseite des Neustädter Kirchhofs und ist im Quedlinburger Denkmalverzeichnis als Wohnhaus eingetragen. Nördlich grenzt das gleichfalls denkmalgeschützte Haus Neustädter Kirchhof 9, südlich das Haus Neustädter Kirchhof 11 an.

## Architektur und Geschichte
Das zweigeschossige Fachwerkhaus entstand um 1800. Es ist schlicht gestaltet und in seinem äußeren Erscheinungsbild noch weitgehend original erhalten. Die Rahmung der Hauseingangstür stammt aus der Zeit um 1820.